# Atriplex leucophylla
Atriplex leucophylla là loài thực vật có hoa thuộc họ Dền. Loài này được (Moq.) D.Dietr. mô tả khoa học đầu tiên năm 1852.